# Английский национальный балет
Английский Национальный балет (англ. English National Ballet) — классическая балетная труппа, основанная Алисией Марковой и Антоном Долиным в рамках Лондонского фестивального балета, базирующаяся в Лондоне, Англия. Наряду с Королевским балетом, Бирмингемским Королевским балетом, Северным балетом и Шотландским балетом, это одна из пяти крупнейших балетных трупп Великобритании. Является одной из ведущих гастролирующих трупп в Европе, которая выступает в театрах по всей Великобритании. АНБ также проводит международные гастроли и участвует на специальных мероприятиях. В труппе работают около 67 танцовщиков и симфонический оркестр (Английский национальный балетный филармонический оркестр). В 1984 году Питер Шауфус стал директором и сменил название на «Английский национальный балет» и основал школу Английского национального балета, которая независима от балетной труппы, но находится в помещениях труппы в новом здании. Труппа регулярно проводит сезоны в Ло́ндонском Колизе́уме и поставила специальный спектакль в Лондонском королевском зале искусств и наук имени Альберта.

## История
Английский национальный балет был основан в 1950 году как «Лондон фестивал бале» (Лондонский фестивальный балет) британской танцевальной парой Алисией Марковой и Антоном Долином.
Маркова и Долин были молодыми солистами Русского балета Дягилева, одной из самых влиятельных балетных трупп  начала XX века. В 1929 году после смерти её директора Сергея Дягилева труппа распалась , и в 1931 году одна из ее танцовщиц, Нинетт де Валуа, основала балетную труппу «Вик-Уэллс балле» («Королевский балет») в Лондоне, где Маркова и Долин были главными танцовщиками, а в 1933 году Маркова стала прима-балериной. В 1935 году Маркова и Долин покинули балет «Вик-Уэллс балле», чтобы гастролировать отдельно, и после успеха своих выступлений они решили создать свою собственную труппу с единственной целью — гастролировать как на национальном, так и на международном уровне, предоставляя всем зрителям возможность увидеть этот вид искусства.
«Лондон фестивал баллет» был основан в 1950 году при финансовой поддержке польского импресарио Юлиана Браунсвега. Название было навеяно предстоящим Фестивалем Британии, однако в 1989 году труппа была переименована в сегодняшний Английский национальный балет. Долин был первым художественным руководителем труппы и основал ее как гастрольную группу, которая выступала на национальном уровне в Великобритании, так и на международном уровне. Первые гастроли за рубежом состоялись в 1951 году. В первые годы Долин также представил несколько образовательных программ, целью которых было сделать балет доступным для новой аудитории. Долин оставался художественным руководителем до 1962 года, его сменил Джон Гилпин, который также был главным танцовщиком в труппе с 1950 по 1960 и с 1962 по 1971 год.
Труппа проводила обширные национальные и международные гастроли, представляя новое поколение танцовщиков —и все это время неоднократно сталкиваясь с банкротством. Браунсвег ушел в 1965 году. Положение улучшилось после создания в 1965 треста «Лондон фестивал балле энтерпрайзис лимитед» во главе с Дональдом Олбери. Художественным руководителем стал Н. Макдоуэлл. С 1968 по 1979 год бывшая танцовщица Королевского балета Берил Грей руководила труппой (ныне Лондон Фестивал балле), повышая технические стандарты, гастролируя и приглашая знаменитых звезд и хореографов, включая Леонида Мясина и Рудольфа Нуреева.
В 1984 году Питер Шауфусс, получивший премию Лоренса Оливье и престижную театральную премию влиятельной лондонской газеты «Ивнинг Стандарт» как танцовщик, а также за постановку «Сильфиды» вместе с труппой, стал её директором и оживил труппу. Во время своего руководства он преуспел в изменении названия на Английский Национальный балет, основал школу, пригласил принцессу Диану в качестве покровителя и впервые представил балеты многих видных хореографов, таких как сэр Фредерик Аштон, сэр Кеннет Макмиллан, Кристофер Брюс, Майкл Кларк, Джон Ноймайер, Джордж Баланчин, Алвин Эйли, Ролан Пети, Морис Бежар и Джон Крэнко. Этот период многие считают золотым веком, когда труппа вышла на новый, более высокий уровень.
В 1990 году руководителем стал Иван Надь (до 1993 года), затем Дерек Дин (до 2001 года) и Матц Скуг (до 2006 года), которого сменил Уэйн Иглинг, бывший руководитель Голландского национального балета.
В апреле 2012 года Инглинг внезапно объявил об отставке, и главная танцовщица Королевского балета Тамара Рохо стала его преемницей в конце сезона 2012 года.

## Художественные руководители
- Антон Долин (1950—1962)
- Джон Гилпин (1962—1968)
- Берил Грей (1968—1979)
- Джон Филд (1979—1984)
- Питер Шауфус (1984—1990)
- Иван Надь (1990—1993)
- Дерек Дин (1993—2001)
- Мац Скуг (2001—2006)
- Уэйн Иглинг (2006—2012)
- Тамара Рохо[2] (с 2012 г.).

## Постановки
- «Видение Маргариты» (1952, Фредерик Аштон)
- «Алиса в стране чудес» (1953, М. Чарнли)
- «Вариации для четырёх» Кьоу (1957, Антон Долин)
- «Снегурочка» (1961, В. П. Бурмейстер)
- «Времена года» (1965, Дж. Картер)
- «Па-де-труа» (1968, Баланчин),
- «Пери» Дюка (1973, П. Даррелл),
- «Эхо труб» (1973, А. Тюдор)
- «Вариации с розой»
- «Форма и Линия»
- «Веберн, опус 5» (все — 1974, М. Бежар)
- «Вариации на тему Дворжака» (1976, Р. Хайнд)
- «Молодо-зелено» (1978, Г. Тетли)[3].
- «Жизель» (2017, Акрам Хана)[4][5][6][7].